# Svarttjärnen (Borgvattnets socken, Jämtland, 702815-149116)
Svarttjärnen är en sjö i Ragunda kommun i Jämtland och ingår i Indalsälvens huvudavrinningsområde.